# Teratolepis
Teratolepis este un gen de șopârle din familia Gekkonidae.

Cladograma conform Catalogue of Life:
| Teratolepis | \| \| Teratolepis albofasciatus \| \| \| \| \| \| Teratolepis fasciata \| \| \| \| |
|             | \| \| Teratolepis albofasciatus \| \| \| \| \| \| Teratolepis fasciata \| \| \| \| |
|             | Teratolepis albofasciatus                                                          |
|             |                                                                                    |
|             | Teratolepis fasciata                                                               |
|             |                                                                                    |